# Montesarchio
Montesarchio est une commune italienne de 12 902 habitants située dans la province de Bénévent, en Campanie.
Il s'agit de la seconde ville la plus peuplée de la province derrière Bénévent, et elle dispose du statut de cité par un décret du président de la République du 31 juillet 1997.

## Géographie

### Climat
Le climat de Montesarchio est tempéré chaud. L'hiver à Montesarchio se caractérise par des précipitations bien plus importantes qu'en été. Selon la classification de Köppen-Geiger, le climat est de type Csa (méditerranéen). Montesarchio affiche une température annuelle moyenne de 14.4 °C. Les précipitations annuelles moyennes sont de 801 mm.
| Mois                              | jan. | fév. | mars | avril | mai  | juin | jui. | août | sep. | oct. | nov. | déc. | année |
| --------------------------------- | ---- | ---- | ---- | ----- | ---- | ---- | ---- | ---- | ---- | ---- | ---- | ---- | ----- |
| Température minimale moyenne (°C) | 3,6  | 4    | 5,4  | 7,7   | 11,5 | 15,1 | 17,6 | 17,9 | 15,4 | 11,6 | 8,1  | 6    | 10,3  |
| Température moyenne (°C)          | 6,8  | 7,6  | 9,3  | 12,1  | 16,4 | 20,1 | 22,9 | 23   | 20   | 15,6 | 11,5 | 8,1  | 14,5  |
| Température maximale moyenne (°C) | 10,1 | 11,2 | 13,3 | 16,6  | 21,3 | 25,2 | 28,2 | 28,2 | 24,7 | 19,7 | 15   | 11,3 | 18,7  |
| Précipitations (mm)               | 87   | 75   | 67   | 65    | 44   | 32   | 27   | 38   | 63   | 90   | 115  | 98   | 801   |

| Diagramme climatique                                  |         |           |           |            |            |            |            |            |            |          |         |
| J                                                     | F       | M         | A         | M          | J          | J          | A          | S          | O          | N        | D       |
| 10,13,687                                             | 11,2475 | 13,35,467 | 16,67,765 | 21,311,544 | 25,215,132 | 28,217,627 | 28,217,938 | 24,715,463 | 19,711,690 | 158,1115 | 11,3698 |
| Moyennes : • Temp. maxi et mini °C • Précipitation mm |         |           |           |            |            |            |            |            |            |          |         |

## Administration
| Période                                  | Période  | Identité                 | Étiquette               | Qualité             |
| ---------------------------------------- | -------- | ------------------------ | ----------------------- | ------------------- |
| 1970                                     | 1972     | Gennaro Papa             | PLI                     | Avocat              |
| 1972                                     | 1974     | Domenico Lanzotti        | Commissaire préfectoral |                     |
| 1974                                     | 1979     | Fausto Iannuzzi          | MSI-DN                  |                     |
| 1979                                     | 1982     | Antonio Schipani         | DC                      |                     |
| 1982                                     | 1987     | Antonio Borrelli         | DC                      |                     |
| 1987                                     | 1989     | Gennaro Papa             | PLI                     | Avocat              |
| 1989                                     | 1990     | Carmine Pagnozzi         | DC                      |                     |
| 1990                                     | 1992     | Carmine Antonio Mataluni | DC                      |                     |
| 1992                                     | 1993     | Nicola Damiano           | PDS                     |                     |
| 1993                                     | 1994     | Carmine Pagnozzi         | DC                      |                     |
| 1994                                     | 1998     | Enrico Striani           | PLI                     |                     |
| 1998                                     | 2003     | Enrico Striani           | PLI                     |                     |
| 2003                                     | 2008     | Antonio Izzo             | FI                      | Professeur en lycée |
| 2008                                     | 2013     | Antonio Izzo             | PdL                     | Professeur en lycée |
| 2013                                     | 2018     | Francesco Damiano        | PD                      | Fonctionnaire       |
| 2018                                     | En cours | Francesco Damiano        | PD                      | Fonctionnaire       |
| Les données manquantes sont à compléter. |          |                          |                         |                     |

### Hameaux
Varoni, Cirignano, Tufara Valle

### Communes limitrophes
Apollosa, Bonea, Campoli del Monte Taburno, Ceppaloni, Cervinara, Roccabascerana, Rotondi, San Martino Valle Caudina, Tocco Caudio

## Lieux et monuments
- Architecture militaire

  - 1Tour de Montesarchio
  - 2Château de Montesarchio
- Architecture religieuse

  - 1Abbaye Saint Nicolas
  - 2Église et couvent Sainte Marie de Grâce
  - 3Église et couvent Saint François
  - 4Église de la Pureté, Saint Pio et Saint Léon
  - 5Église Saint Jean le Baptiste ou de l'Annonciation
  - 6Ancien cimetière de Latovetere

### Architecture militaire
- Tour de Montesarchio (Torre di Montesarchio)
- Château de Montesarchio (Castello di Montesarchio)

### Architecture religieuse
- Abbaye Saint Nicolas (Abbazia di San Nicola), date du XIIe siècle.
- Église et couvent Sainte Marie de Grâce (Chiesa e convento di Santa Maria delle Grazie), date du XVe siècle.
- Église et couvent Saint François (Chiesa e convento di San Francesco), date du XIVe siècle.
- Église de la Pureté, Saint Pio et Saint Léon (Chiesa della Purità, San Pio e San Leone)
- Église Saint Jean le Baptiste ou de l'Annonciation (Chiesa di San Giovanni Battista o dell'Annunziata), date du XVIIe siècle.
- Ancien cimetière de Latovetere (Vecchio cimitero di Latovetere)

## Jumelages
- La Garde

Montesarchio et La Garde sont jumelées depuis 1977. Ce qui les rapproche fortement, ce sont leurs tours et châteaux respectifs, placés dans une position similaire et constituant le point le plus haut de la ville.
- Bethléem

Montesarchio est jumelée avec Bethléem (Palestine) depuis 2006. En 2008, le maire de Bethléem, Victor Batarseh, s'est rendu à Montesarchio, afin de renforcer davantage les liens entre les deux villes.
- Torre del Greco

Montesarchio est jumelée avec Torre del Greco (Naples) depuis 2008. Ce jumelage entend mettre en comparaison les cultures et traditions de deux villes différentes de la Campanie : l'une située à la mer (sur la côte tyrrhénienne), l'autre vers l'arrière-pays (à proximité des Apennins).

## Sport
- Basket-ball : Caudium BC.
- Football : l'AC Montesarchio 1950 évoluait pour la saison 2018-2019[4] en Promozione Campania, 6e niveau du football italien.
- Volley-ball : l'ASD Sportland Montesarchio évoluait pour la saison 2017-2018 en Serie C féminine (D5).